# Patrick Bevin
Patrick Bevin (Taupo, 15 febbraio 1991) è un ex ciclista su strada e pistard neozelandese.
Professionista dal 2016 al 2024, in carriera ha vinto due titoli nazionali a cronometro, una tappa e la classifica a punti al Tour Down Under 2019, il Giro di Turchia 2022 e una tappa al Giro di Romandia 2022.

## Palmarès

### Strada
- 2009 (Juniores/Under-23)

Campionati oceaniani, Prova in linea Juniores
4ª tappa Tour of Southland (Invercargill > Tuatapere)
7ª tappa Tour of Southland (Winton > Te Anau)
- 2012 (Bissell Pro Cycling, una vittoria)

Bucks County Classic
- 2014 (Search2retain-Health.com.au Under-23, due vittorie)

2ª tappa An Post Rás (Roscommon > Lisdoonvarna)
4ª tappa An Post Rás (Charleville > Cahirciveen)
- 2015 (Avanti Racing Team, quattro vittorie)

4ª tappa Herald Sun Tour (Arthur's Seat > Arthur's Seat)
REV Classic
2ª tappa Tour de Taiwan (Taoyuan County > Taoyuan County)
4ª tappa Tour de Korea (Muju > Yeosu)
- 2016 (Cannondale Pro Cycling Team, una vittoria)

Campionati neozelandesi, Prova a cronometro
- 2019 (CCC Team, due vittorie)

Campionati neozelandesi, Prova a cronometro
2ª tappa Tour Down Under (Norwood > Angaston)
- 2022 (Israel-Premier Tech, tre vittorie)

7ª tappa Giro di Turchia (Gallipoli > Tekirdağ)
Classifica generale Giro di Turchia
3ª tappa Giro di Romandia (Valbroye > Valbroye)

#### Altri successi
- 2014 (Search2retain-Health.com.au Under-23)

Classifica a punti An Post Rás
- 2015 (Avanti Racing Team)

Classifica a punti Tour de Taiwan
- 2016 (Cannondale Pro Cycling Team)

1ª tappa Giro della Repubblica Ceca (Frýdek > Místek, cronosquadre)
- 2018 (BMC Racing Team)

1ª tappa Tirreno-Adriatico (Lido di Camaiore > Lido di Camaiore, cronosquadre)
3ª tappa Tour de France (Cholet > Cholet, cronosquadre)
Classifica a punti Tour of Britain
- 2019 (CCC Team)

Classifica a punti Tour Down Under

### Pista
- 2014

3ª prova Coppa del mondo 2013-2014, Americana (Guadalajara, con Thomas Scully)
Campionati neozelandesi, Corsa a punti

## Piazzamenti

### Grandi Giri
- Giro d'Italia

2021: 48º
- Tour de France

2017: 114º
2018: ritirato (14ª tappa)
2019: non partito (6ª tappa)
- Vuelta a España

2016: ritirato (11ª tappa)
2019: non partito (15ª tappa)
2022: 75º

### Classiche monumento
- Milano-Sanremo

2024: ritirato
- Parigi-Roubaix

2017: fuori tempo massimo

### Competizioni mondiali
- Campionati del mondo su strada

Città del Capo 2008 - In linea Juniores: 96º
Bergen 2017 - In linea Elite: ritirato
Innsbruck 2018 - Cronosquadre: 3º
Innsbruck 2018 - Cronometro Elite: 8º
Innsbruck 2018 - In linea Elite: ritirato
Yorkshire 2019 - Cronometro Elite: 4º
Yorkshire 2019 - In linea Elite: ritirato
Imola 2020 - Cronometro Elite: 12º
Imola 2020 - In linea Elite: ritirato
- Giochi olimpici

Tokyo 2020 - In linea: ritirato
Tokyo 2020 - Cronometro: 10º